# Кодекс 063
Кодекс 063 (Gregory-Aland), ε 64 (Soden) — унциальный манускрипт IX века на греческом языке, содержащий текст Евангелия от Луки 16 — Евангелия от Иоанна 6, с лакунами, на 20 пергаментных листах (26 x 19 см).

## Особенности рукописи
Текст на листе расположен в двух колонках, 29 строки в колонке. 
Текст рукописи содержит: 
Лука 16,19-18,14; 18,36-19,44; 20,19-23; 20,36-21,20; 22,6-30; 22,53-24,20.41-fin.;
Иоан 1,1-3,34; 4,45-6,29
Греческий текст рукописи отражает византийский тип текста. V категория Аланда.
Рукопись разделена и сейчас хранится в трех библиотеках Европы. 14 листов рукописи хранятся на Афоне в монастыре Ватопед (1219), 6 листов в Государственном историческом музее (V. 137, 181).
Два других листа, обозначенные символом 0117 (Grefory-Aland), принадлежали тоже к той рукописи, они хранятся в Национальнной библиотеке Франции (Suppl. Gr. 1155, II).